# Anketa Hledáme nejlepšího orientačního běžce roku
Anketa Hledáme nejlepšího orientačního běžce roku byla československá anketa v letech 1977 až 1992. Do roku 1989 anketu vyhlašoval Svaz orientačního běhu ÚV ČSTV, po roce 1989 pak Česko-Slovenská asociace orientačního běhu.
O nejlepších orientační běžcích v kategorii muži+junioři a ženy+juniorky rozhodovali formou ankety vybraných odborníků - především trenérů a dalších funkcionářů svazu. V různých letech se počty oslovených odborníků i odevzdaných anketních lístků lišily.
Od roku 1977 proběhlo 15 ročníků, ve kterých nejvíce vítězství získali Ada Kuchařová (8x) a Jaroslav Kačmarčík (8x). 

## Výsledky jednotlivých ročníků ankety
| Rok  | Vítěz                                    | 2. místo                             | 3. místo                                   | 4. místo                                   | 5. místo                                |
| ---- | ---------------------------------------- | ------------------------------------ | ------------------------------------------ | ------------------------------------------ | --------------------------------------- |
| 1977 | Jaroslav Kačmarčík VŠB Ostrava, 115 bodů | Zdeněk Lenhart VŠZ Brno, 80 b.       | Jiří Ticháček TJ Jičín, 72 b.              | Petr Uher Jiskra Nový Bor, 29 b.           | Evžen Cigoš VŠZ Brno, 18 b.             |
| 1977 | Anna Gavendová TŽ Třinec, 102 b.         | Ada Kuchařová Tesla Brno, 81 b.      | Dana Ticháčková TJ Jičín, 67 b.            | Miroslava Hudečková Tesla Brno, 22 b.      | Zdena Strnadlová Slavia Kroměříž, 21 b. |
| 1978 | Jaroslav Kačmarčík VŠB Ostrava, 159 b.   | Jiří Ticháček TJ Jičín, 138 b.       | Zdeněk Lenhart VŠZ Brno, 124 b.            | Petr Uher Jiskra Nový Bor, 79 b.           | Evžen Cigoš VŠZ Brno, 19 b.             |
| 1978 | Ada Kuchařová Tesla Brno, 162 b.         | Svatava Nováková VŠ Praha, 125 b.    | Kateřina Keclíková VŠ Praha, 100 b.        | Dobra Janotová VŠ Praha, 56 b.             | Anna Gavendová TŽ Třinec, 52 b.         |
| 1979 | Jaroslav Kačmarčík VŠB Ostrava, 159 b.   | Jiří Ticháček TJ Jičín, 109 b.       | Zdeněk Lenhart VŠZ Brno, 87 b.             | Pavel Ditrych VŠ Praha, 56 b.              | Petr Uher Jiskra Nový Bor, 54 b.        |
| 1979 | Svatava Nováková VŠ Praha, 151 b.        | Ada Kuchařová Tesla Brno, 106 b.     | Dobra Novotná VŠ Praha, 103 b.             | Anna Gavendová TŽ Třinec, 94 b.            | Kateřina Keclíková VŠ Praha, 31 b.      |
| 1980 | Jaroslav Kačmarčík TŽ Třinec, 124 b.     | Zdeněk Lenhart VŠZ Brno, 48 b.       | Jiří Ticháček TJ Jičín, 46 b.              | Luděk Pavelek VŠZ Brno, 44 b.              | Radek Novotný VŠZ Brno, 42 b.           |
| 1980 | Ada Kuchařová Tesla Brno, 118 b.         | Dobra Janotová VŠ Praha, 89 b.       | Kateřina Keclíková VŠ Praha, 85 b.         | Anna Gavendová TŽ Třinec, 44 b.            | Svatava Nováková VŠ Praha, 28 b.        |
| 1981 | Jaroslav Kačmarčík TŽ Třinec, 133 b.     | Luděk Pavelek VŠZ Brno, 89 b.        | Jiří Ticháček TJ Jičín, 47 b.              | Zdeněk Lenhart VŠZ Brno, 29 b.             | Zdeněk Zuzánek VŠ Praha, 26 b.          |
| 1981 | Ada Kuchařová Tesla Brno, 132 b.         | Kateřina Keclíková VŠ Praha, 75 b.   | Jana Hlaváčová VŠZ Brno, 72 b.             | Svatava Nováková VŠ Praha, 59 b.           | Anna Gavendová TŽ Třinec, 27 b.         |
| 1982 | Zdeněk Zuzánek VŠ Praha, 117 b.          | Jaroslav Kačmarčík TŽ Třinec, 107 b. | Luděk Pavelek VŠZ Brno, 42 b.              | Radek Novotný VŠZ Brno, 41 b.              | Pavel Ditrych VŠ Praha, 18 b.           |
| 1982 | Ada Kuchařová Tesla Brno, 128 b.         | Jana Hlaváčová VŠZ Brno, 96 b.       | Kateřina Keclíková VŠ Praha, 71 b.         | Dobra Janotová VŠ Praha, 59 b.             | Věra Volfová VŠZ Brno, 12 b.            |
| 1983 | Jaroslav Kačmarčík TŽ Třinec, 115 b.     | Jozef Pollák VŠT Košice, 72 b.       | Vlastimil Uchytil VŠB Ostrava, 53 b.       | Luděk Pavelek RH VŠ SNB, 40 b.             | Pavel Ditrych VŠ Praha, 30 b.           |
| 1983 | Ada Kuchařová Tesla Brno, 113 b.         | Jana Hlaváčová VŠZ Brno, 86 b.       | Eva Bártová TJ Jičín, 65 b.                | Iva Kalibánová VŠCHT Pardubice, 37 b.      | Věra Volfová VŠZ Brno, 17 b.            |
| 1984 | Jaroslav Kačmarčík TŽ Třinec, 159 b.     | Jozef Pollák VŠT Košice, 120 b.      | Jiří Hlaváč VŠZ Brno, 70 b.                | Vlastimil Uchytil VŠB Ostrava, 61 b.       | Aleš Macháček RH VŠ SNB, 33 b.          |
| 1984 | Ada Kuchařová Tesla Brno, 154 b.         | Eva Bártová TJ Jičín, 115 b.         | Jana Hlaváčová VŠZ Brno, 110 b.            | Iva Kalibánová VŠCHT Pardubice, 53 b.      | Jana Smutná VŠCHT Pardubice, 25 b.      |
| 1985 | Jaroslav Kačmarčík TŽ Třinec, 193 b.     | Jozef Pollák VŠT Košice, 147 b.      | Karol Hierweg Farmaceut Bratislava, 49 b.  | Jaromír Tišer TJ Jičín, 48 b.              | Jiří Hlaváč VŠZ Brno, 46 b.             |
| 1985 | Ada Kuchařová Tesla Brno, 203 b.         | Eva Bártová TJ Jičín, 128 b.         | Jana Hlaváčová VŠZ Brno, 98 b.             | Iva Kalibánová Lokomotiva Pardubice, 55 b. | Petra Wagnerová Ostroj Opava, 37 b.     |
| 1986 | Jiří Hlaváč VŠZ Brno, 131 b.             | Jozef Pollák VŠT Košice, 118 b.      | Jaroslav Kačmarčík TŽ Třinec, 67 b.        | Zdeněk Zuzánek VŠ Praha, 66 b.             | Josef Hubáček VŠZ Brno, 59 b.           |
| 1986 | Ada Kuchařová Tesla Brno, 153 b.         | Petra Wagnerová VŠZ Brno, 95 b.      | Iva Kalibánová Lokomotiva Pardubice, 64 b. | Lucie Komancová VŠ Praha, 64 b.            | Eva Bártová TJ Jičín, 128 b.            |
| 1987 | Jozef Pollák Dukla Trenčín, 258 b.       | Zdeněk Zuzánek VŠ Praha, 171 b.      | Jaroslav Kačmarčík TŽ Třinec, 149 b.       | Petr Vavrys VŠZ Brno, 87 b.                | Luděk Pavelek Ostroj Opava, 63 b.       |
| 1987 | Jana Galíková VŠZ Brno, 258 b.           | Ada Kuchařová Tesla Brno, 209 b.     | Iva Slaninová PF Hradec Králové, 103 b.    | Iva Kalibánová Lokomotiva Pardubice, 77 b. | Eva Bártová TJ Jičín, 45 b.             |
| 1988 | Jozef Pollák Dukla Trenčín, 162 b.       | Zdeněk Zuzánek VŠ Praha, 91 b.       | Vlastimil Uchytil VŠB Ostrava, 76 b.       | Petr Vavrys VŠZ Brno, 48 b.                | Martin Tichovský FS Praha, 34 b.        |
| 1988 | Jana Galíková VŠZ Brno, 170 b.           | Ada Kuchařová Tesla Brno, 112 b.     | Petra Wagnerová VŠZ Brno, 97 b.            | Iva Kalibánová Lokomotiva Pardubice, 56 b. | Diana Cieslarová TŽ Třinec, 27 b.       |
| 1989 | Zdeněk Zuzánek VŠ Praha, 121 b.          | Jozef Pollák VŠT Košice, 118 b.      | Josef Hubáček Slovan Luhačovice, 55 b.     | Jaroslav Hubáček Slovan Luhačovice, 53 b.  | Petr Utinek VŠ Praha, 19 b.             |
| 1989 | Jana Galíková VŠZ Brno, 135 b.           | Ada Kuchařová Tesla Brno, 94 b.      | Jana Cieslarová TŽ Třinec, 68 b.           | Marcela Kubatková TŽ Třinec, 45 b.         | Petra Novotná VŠZ Brno, 40 b.           |
| 1990 | ?                                        |                                      |                                            |                                            |                                         |
| 1991 | Jana Cieslarová PF Ostrava               | Jana Galíková VŠZ Brno               | Petr Kozák Dukla Praha                     | Ada Kuchařová Tesla Brno                   | Josef Hubáček Slovan Luhačovice         |
| 1992 | Jana Cieslarová PF Ostrava, 378 b.       | Jozef Pollák VŠT Košice, 323 b.      | Marcela Kubatková PF Ostrava, 261 b.       | Tomáš Prokeš VŠ Praha, 153 b.              | Jan Pecka Ekonom Praha, 93 b.           |